# روبرت هنتر (دراج)
روبرت هنتر (بالإنجليزية: Robert Hunter) مواليد 22 أبريل 1977 في جوهانسبرغ، خاوتينغ، جنوب أفريقيا، هو دراج جنوب أفريقي في صنف سباق الدراجات على الطريق. شارك في دورة الألعاب الأولمبية الصيفية.

## سجل النتائج

### سباقات أو مراحل فاز بها
- طواف فرنسا
- طواف إسبانيا
- طواف سويسرا

## روابط خارجية
- روبرت هنتر على موقع الاتحاد الدولي للدراجات (الإنجليزية)
- روبرت هنتر على موقع أرشيف الدراجات (الإنجليزية)
- روبرت هنتر على موقع إحصائيات الدراجات الإحترافية (الإنجليزية)
- روبرت هنتر على موقع نسبة الدراجات (الإنجليزية)
- روبرت هنتر على موقع CycleBase (الإنجليزية)
- روبرت هنتر على موقع أوليمبيديا (الإنجليزية)